# Juniorenbalkanmeisterschaft (Badminton)
Junioren-Balkanmeisterschaften im Badminton werden seit 1992 ausgetragen. Oft werden die Titelkämpfe auch zusammen mit den Erwachsenen ausgetragen. 

## Austragungsorte
- 1992
- 1993
- 1994  Bulgarien, Sofia
- 1995
- 1996
- 1997  Türkei, Istanbul
- 1998  Griechenland, Sidirokastro
- 1999  Türkei, Antalya
- 2000
- 2001  Rumänien, Galați
- 2002
- 2003
- 2004  Griechenland, Thessaloniki
- 2005  Bulgarien, Warna
- 2006  Bulgarien, Sofia
- 2007  Türkei, Adapazarı
- 2008  Türkei, Bafra
- 2010  Griechenland, Orestiada
- 2011  Türkei, Edirne
- 2013  Türkei, Manisa
- 2015  Türkei, Karaman
- 2016  Griechenland, Alexandroupoli
- 2017  Türkei, Edirne
- 2019  Türkei, Ankara

## Teams
| Ort            | Land         | Jahr | Sieger    | Zweiter   | Ergebnis | Bronze               | 4.             |
| -------------- | ------------ | ---- | --------- | --------- | -------- | -------------------- | -------------- |
|                |              | 1992 | Bulgarien | Rumänien  |          | Türkei               | Griechenland   |
|                |              | 1993 | Bulgarien | Rumänien  |          | Türkei               | Griechenland   |
| Sofia          | Bulgarien    | 1994 | Bulgarien | Rumänien  |          | Türkei               | Griechenland   |
|                |              | 1995 | Bulgarien | Rumänien  |          | Türkei               | Griechenland   |
|                |              | 1996 | Bulgarien | Rumänien  |          | Türkei               | Griechenland   |
| Istanbul       | Türkei       | 1997 | Bulgarien | Türkei    |          | Rumänien             | Moldau         |
| Sidirokastro   | Griechenland | 1998 | Bulgarien | Rumänien  |          | Moldau               | Griechenland   |
| Antalya        | Türkei       | 1999 | Rumänien  | Bulgarien |          | Moldau               | Türkei         |
|                |              | 2000 | Rumänien  | Bulgarien |          | Türkei               | Moldau         |
| Galați         | Rumänien     | 2001 | Bulgarien | Rumänien  |          | Moldau               | Griechenland   |
|                |              | 2002 | Bulgarien | Rumänien  |          | Türkei               | Moldau         |
|                |              | 2003 | Bulgarien | Rumänien  |          | Türkei               | Moldau         |
| Thessaloniki   | Griechenland | 2004 | Bulgarien | Türkei    |          | Moldau               | Rumänien       |
| Warna          | Bulgarien    | 2005 | Bulgarien | Türkei    |          | Moldau               | Rumänien       |
| Sofia          | Bulgarien    | 2006 | Türkei    | Bulgarien | 3-2      | Rumänien             | Nordmazedonien |
| Adapazarı      | Türkei       | 2007 | Bulgarien | Türkei    | 3-2      | Rumänien             | Griechenland   |
| Bafra          | Türkei       | 2008 | Türkei    | Bulgarien | 3-0      | Rumänien             | Griechenland   |
| Orestiada      | Griechenland | 2010 | Türkei    | Bulgarien |          | Rumänien             |                |
| Edirne         | Türkei       | 2011 | Bulgarien | Türkei    | 3-0      | Rumänien             | Serbien        |
| Manisa         | Türkei       | 2013 | Bulgarien | Türkei    | 3-0      | Nordmazedonien       | Griechenland   |
| Karaman        | Türkei       | 2015 | Türkei    | Bulgarien | 3-0      | Rumänien Serbien     |                |
| Alexandroupoli | Griechenland | 2016 | Türkei    | Bulgarien | 4-1      | Griechenland Serbien |                |
| Edirne         | Türkei       | 2017 | Türkei    | Bulgarien | 3-2      | Griechenland Serbien |                |
| Ankara         | Türkei       | 2019 | Türkei    | Serbien   | 3-0      | Bulgarien Georgien   |                |